# Friedrichswerth
Friedrichswerth es un municipio situado en el distrito de Gotha, en el estado federado de Turingia (Alemania), a una altitud de 250 metros. Su población a finales de 2016 era de unos 480 habitantes y su densidad poblacional, 100 hab/km².
Se encuentra ubicado a poca distancia al oeste de Erfurt, la capital del estado.